# Alsójánosfa
Alsójánosfa (korábban Jánosócz, majd Jánosfa szlovénül: Ivanjševci) falu Szlovéniában, Muravidéken, Pomurska régióban.  Közigazgatásilag Alsómaráchoz tartozik.

## Fekvése
Muraszombattól 16 km-re északkeletre a magyar határ mellett a Curek-patak völgyében fekszik.

## Története
A település első írásos említése 1366-ban történt. 1365-ben Széchy Péter fia Miklós dalmát-horvát bán és testvére Domonkos erdélyi püspök kapták királyi adományul illetve cserében a Borsod vármegyei Éleskőért, Miskolcért és tartozékaikért Felsőlendvát és tartozékait, mint a magban szakadt Omodéfi János birtokát. Az 1366-os beiktatás alkalmával részletesebben kerületenként is felsorolják az ide tartozó birtokokat, melyek között a falu "Iwanusouch in dystrictu seu valle Welemer" alakban szerepel.  A felsőlendvai uradalom veleméri kerületéhez tartozott. 1499-ben "Janosowcz" néven említik. 1685-ben a Széchyek fiági kihalásával Széchy Katalinnal kötött házassága révén Nádasdy Ferenc birtoka lett.
Vályi András szerint " JÁNOSÓCZ. Tót falu Vas Várm. földes Ura G. Nádasdy Uraság, lakosai katolikusok, fekszik hegyek között, Mura vizétől, ’s Hodoshoz sem meszsze, ’s ennek filiája, fája tűzre van, de földgye soványas."
Fényes Elek szerint " Jánosocz, vindus falu, Vas vmegyében, a lendvai uradalomban: 38 kath. lak."
Vas vármegye monográfiája szerint " Jánosfa, régi nemesi község, 24 házzal és 129 magyar és vend lakossal. Postája Prosznyákfa, távírója Csákány. Lakosai túlnyomóan ág. ev. vallásúak."
1910-ben 132, túlnyomórészt szlovén lakosa volt. A trianoni békeszerződésig Vas vármegye Muraszombati járásához tartozott, 1919-ben átmenetileg a de facto Mura Köztársaság része lett. Még ebben az évben a Szerb–Horvát–Szlovén Királysághoz csatolták, ami 1929-től Jugoszlávia nevet vette fel. 1941-ben átmeneti időre ismét Magyarországhoz tartozott, 1945 után visszakerült jugoszláv fennhatóság alá. 1991 óta a független Szlovénia része. 2002-ben 46 lakosa volt.

## Nevezetességei
- 19. századi kis neogótikus kápolnája.
- 16. századi képoszlop a falu bejáratánál.
- 1923-ban emelt fa haranglába.